# Родригес Андраде, Виктор
Виктор Пабло Родригес Андраде исп. Víctor Pablo Rodríguez Andrade; 2 мая 1927, Монтевидео — 19 мая 1985, Монтевидео) — уругвайский футболист, чемпион мира 1950 года. Играл на позиции левого полузащитника.

## Биография
Родился и вырос в квартале Монтевидео Баррио-Сур. Виктор — племянник Хосе Леандро Андраде, чемпиона мира 1930 года, игравшего на правом краю сборной. Это обусловило решение пойти по стопам знаменитого родственника. Юношеские годы провёл в «диких» командах родного квартала.
Выступал на профессиональном уровне за клубы из Монтевидео «Сентраль Эспаньол» и «Пеньяроль». В составе последнего дважды выигрывал первенство Уругвая.
Только Родригес Андраде и Обдулио Варела стали как чемпионами мира 1950 года, так и чемпионами Южной Америки. Также он принял участие в ЧМ-1954, где Уругвай занял 4-е место, а также на ЧЮА-1947 (бронза) и ЧЮА-1955.
Последний матч за сборную Родригес Андраде провёл 5 июня 1957 года против Аргентины. По окончании карьеры футболиста он стал спортивным чиновником, организовал баскетбольную команду «25 Августа», выступавшую в чемпионате Уругвая по баскетболу. Когда Родригес Андраде скончался, заседание Парламента Уругвая было прервано, и об этом событии объявил сенатор Луис Йерро Гамбарделья.
В 2005 году в честь 100-летия основания клуба «Сентраль Эспаньол» в Уругвае были выпущены марки с тремя наиболее значимыми фигурами клуба — чемпионами мира 1950 года Родригесом Андраде, его партнёром Луисом Рихо (был в заявке команды) и тренером сборной на турнире Хуаном Лопесом.

## Титулы
- Чемпион мира (1): 1950
- Чемпион Уругвая (2): 1953, 1954
- Чемпион Южной Америки (1): 1956